# Some Disenchanted Evening
Some Disenchanted Evening es el tercer álbum de estudio de The Verlaines. Fue lanzado en 1990 por Flying Nun Records.

## Lista de canciones
Todas las canciones fueron escritas por Graeme Downes.
1. "Jesus What a Jerk" - 2:37
2. "The Funniest Thing" - 3:14
3. "Whatever You Run Into" - 3:18
4. "Faithfully Yours" - 3:43
5. "Damn Shame" - 5:02
6. "This Train" - 4:20
7. "Down The Road" - 3:13
8. "We're All Gonna Die" - 3:06
9. "Anniversary" - 4:20
10. "Come Sunday" - 4:01
11. "It Was" - 2:27